# Magnus Pehrsson
Magnus Pehrsson (Malmö, Suecia, 25 de febrero de 1976) es un ex-futbolista y actual entrenador de fútbol. Actualmente es entrenador del Vélez Club de Fútbol del Grupo IV de la Segunda Federación.

## Biografía

### Jugador
Magnus Pehrsson comenzó su carrera profesional en el IF Brommapojkarna en 1991.
Se marcha durante dos años para jugar en el Bradford City inglés primero y luego en el IFK Göteborg.
Regresa al Djurgårdens IF en 1999. Con este equipo conquista el título de Liga en dos ocasiones. También gana una Copa de Suecia. Se retira en este club en 2003 debido a las numerosas lesiones que sufrió en sus últimos años en activo.

### Entrenador
Ha entrenado en Suecia al IK Sirius y al Göteborg AIS antes de firmar un contrato (1 de enero de 2009) con su actual club, el Aalborg Boldspilklub de Dinamarca.
Debuta de forma oficial con el Aalborg el 18 de febrero en un partido de Copa de la UEFA en el que su equipo derrotó al Deportivo de La Coruña por tres goles a cero.
El 1 de diciembre de 2018, firma como entrenador del Kalmar FF de la Primera División de Suecia, al que dirige durante dos temporadas, hasta el 31 de octubre de 2019.
En agosto de 2020, firma como director deportivo del Vélez Club de Fútbol de la Tercera División de España, conjunto al que llega de la mano del presidente Jesper Norberg. En la temporada 2020-21, lograría el ascenso a la Segunda División RFEF.
El 1 de abril de 2022, tras la dimisión de Miguel Beas por motivos personales al frente del primer equipo del Vélez Club de Fútbol, Magnus se hace cargo del banquillo del conjunto malagueño de Segunda División RFEF.
El 30 de noviembre de 2022, tras la destitución de Álex Ortiz, vuelve a coger las riendas del Vélez CF en la Segunda División RFEF.
El 30 de enero de 2023, tras la llegada de Michael Jolley, vuelve a encargarse solo de la dirección deportiva del Vélez CF en la Segunda División RFEF.

## Clubes

### Como jugador
| Club                   | País       | Año       |
| ---------------------- | ---------- | --------- |
| IF Brommapojkarna      | Suecia     | 1991-1993 |
| Djurgårdens IF Fotboll | Suecia     | 1994-1996 |
| Bradford City          | Inglaterra | 1996      |
| IFK Göteborg           | Suecia     | 1997-1998 |
| Djurgårdens IF Fotboll | Suecia     | 1999-2003 |

### Como entrenador
| Club                                      | País      | Año             |
| ----------------------------------------- | --------- | --------------- |
| Åtvidabergs FF                            | Suecia    | 2004-2005       |
| IK Sirius Fotboll                         | Suecia    | 2006            |
| Göteborg AIS                              | Suecia    | 2007-2008       |
| Aalborg Boldspilklub                      | Dinamarca | 2009-2010       |
| Djurgårdens IF                            | Suecia    | 2011-2013       |
| Selección Nacional                        | Estonia   | 2013-2016       |
| Malmö FF                                  | Suecia    | 2017-2018       |
| Kalmar FF                                 | Suecia    | 2018-2019       |
| Vélez Club de Fútbol (Director deportivo) | España    | 2020-Actualidad |
| Vélez Club de Fútbol                      | España    | 2022-2023       |

## Títulos

### Como jugador
- 2 Allsvenskan (Djurgårdens IF, 2002 y 2003).
- 1 Copa de Suecia (Djurgårdens IF, 2002).

### Como entrenador
- 1 Allsvenskan: 2017.